# 千如寺

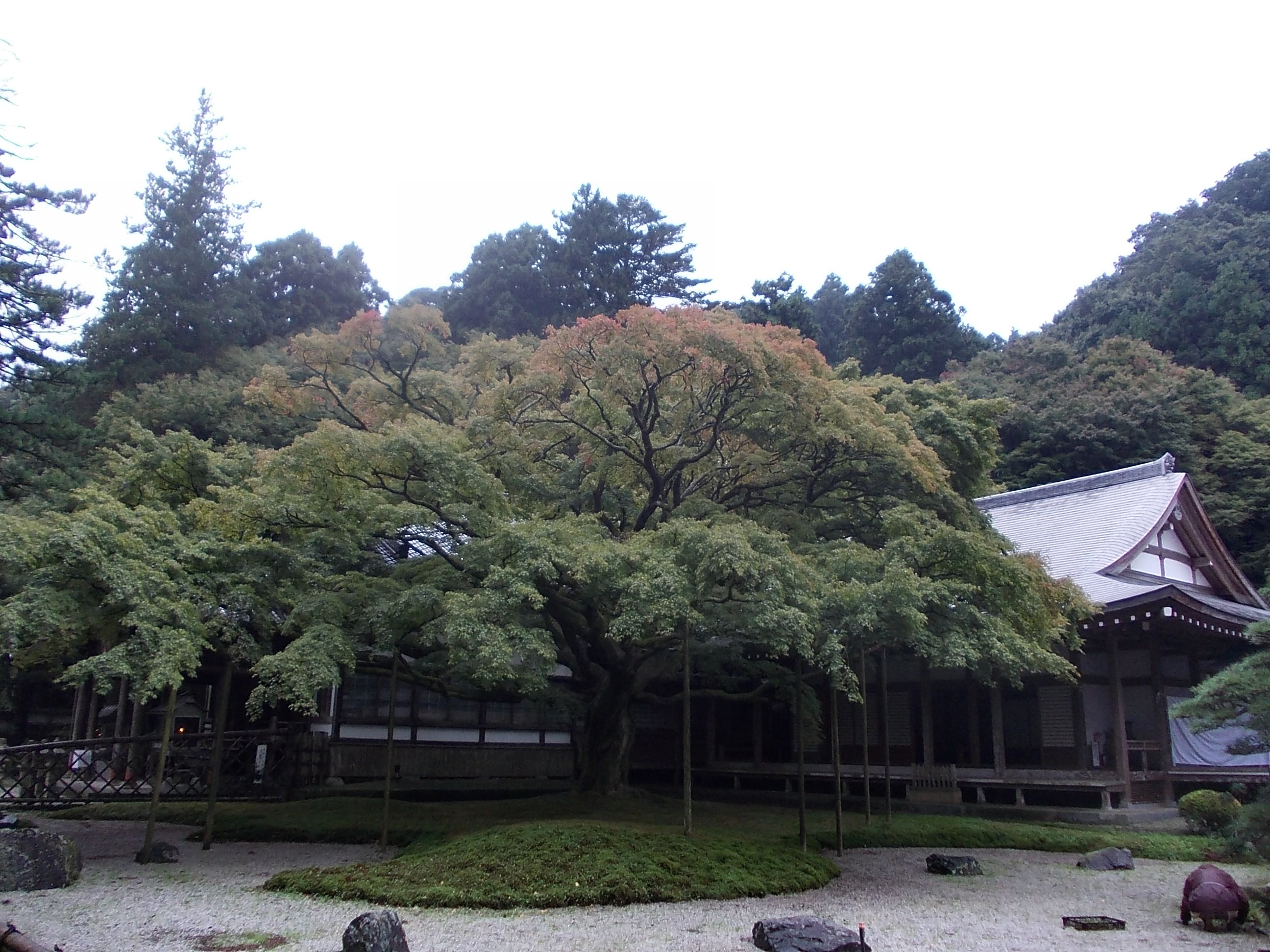
千如寺の大カエデ

千如寺（せんにょじ）は、福岡県糸島市の標高954.5mの雷山中腹にある真言宗大覚寺派の寺院。山号は雷山。本尊は千手観音で、千如寺大悲王院（せんにょじだいひおういん）、雷山観音（らいざんかんのん）とも称される。樹齢約400年の大カエデなど、紅葉の名所としても知られる。

## 歴史
寺伝によると、成務天皇48年（178年）、天竺（インド）霊鷲山の僧「清賀」が渡来し、開創したとされ（寺伝だが、仏教公伝より300年以上前という事になる）、その後、聖武天皇により勅願道場となり、国司により七堂伽藍が建立され、以来、歴代天皇より綸旨を賜ったと伝わる。ただし、江戸時代に記された筑前国続風土記によると、奈良時代に聖武天皇の勅願により、インド出身の僧「清賀」により開創されたと記されている。
「清賀上人」については、建長7年（1255年）などの当寺の文書には「法持聖人」「法持聖清賀」の別名で記されている。
「大悲王院文書」の中の「雷山千如寺縁起」によると、かつての院号は、霊鷲寺（りょうじゅじ）であり、霊鷲寺、染井山霊鷲寺、一貴山夷巍寺（いきさんいきじ）、小蔵山少蔵寺、鉢伏山金剛寺、浮嶽久安寺、種宝山楠田寺の７ヶ寺が、怡土七ヶ寺（いどななかじ）とよばれ（いずれも現在は殆ど廃寺となっている）、霊鷲寺には７ヶ寺の本山として多くの僧坊が建ち、最盛期には300の僧坊があったと伝わる。かつての千如寺を描いた「雷山古図」には「雷山三百坊」といわれるほど繁栄した境内の様子が描かれている。千如寺は、この僧坊の総称であり、また中宮（現・雷神社）横にあった仲之坊を指し、十一面千手千眼観世音菩薩（千手観音）も一山の本尊として同地にあった講堂に安置されていた。
「大悲王院文書」によると、鎌倉時代には盛んに伽藍の建築が行われ、かつて鳥居、楼門、回廊、拝殿、正殿、鐘楼、経蔵のある壮麗な伽藍があったと記されている。その繁栄の要因として、千如寺は雷山にあり北に玄界灘を臨む位置にあるため、鎌倉時代には元寇に対する最前線の祈祷寺院として、幕府から国防の役割を担っていたためと考えられている。その後、室町から戦国の長い戦乱の中で僧坊は荒廃し、仲之坊を残すのみとなった。筑前国続風土記によると、宝暦3年（1753年）に福岡藩主の黒田継高によって再興され、院号を大悲王院と改められた。県の天然記念物に指定されている大カエデも創建の記念に継高が植樹したと伝えられている。
また「雷山千如寺縁起」によると、雷山は曽増岐山とよばれ、水火雷電神を祀る曽増岐神社があり、古来から雨請いの祈祷が盛んに行なわれていた。上宮、中宮、下宮があり、中宮は雷神社とよばれ、下宮は笠折権現とよばれていた。それら上・中・下の三宮の神宮寺が千如寺であり、江戸時代までは神仏習合の山であった。しかし明治維新の神仏分離令により中宮（現・雷神社）にあった仲之坊は廃寺となり、本尊をはじめすべての仏像、古文書などは大悲王院に移された。

## 境内
- 仁王門
- 山門
- 本堂
- 七福神堂
- 聖天堂 - 本尊は秘仏の大聖歓喜天。
- 虚空蔵堂
- 観音堂 - 重要文化財の木造千手観音立像を安置。観音像は「雷山の観音様」と呼ばれ、明治の神仏分離のさいに中宮（現・雷神社）より観音堂へ移された[7]。
- 開山堂 - 重要文化財の木造清賀上人坐像を安置。清賀上人坐像は、明治の神仏分離のさいに中宮（現・雷神社）より開山堂へ移された[8]。
- 護摩道場
- 庫裏
- 宝物殿
- 客殿
- 書院
- 方丈
- 茶室
- 前庭 - 福岡県指定天然記念物の楓3本の内の1本の大楓がある[6]。
- 心字庭園 - 室町時代作庭。福岡県指定天然記念物の楓3本の内の2本とビャクシンがある[6][9]。
- 五百羅漢

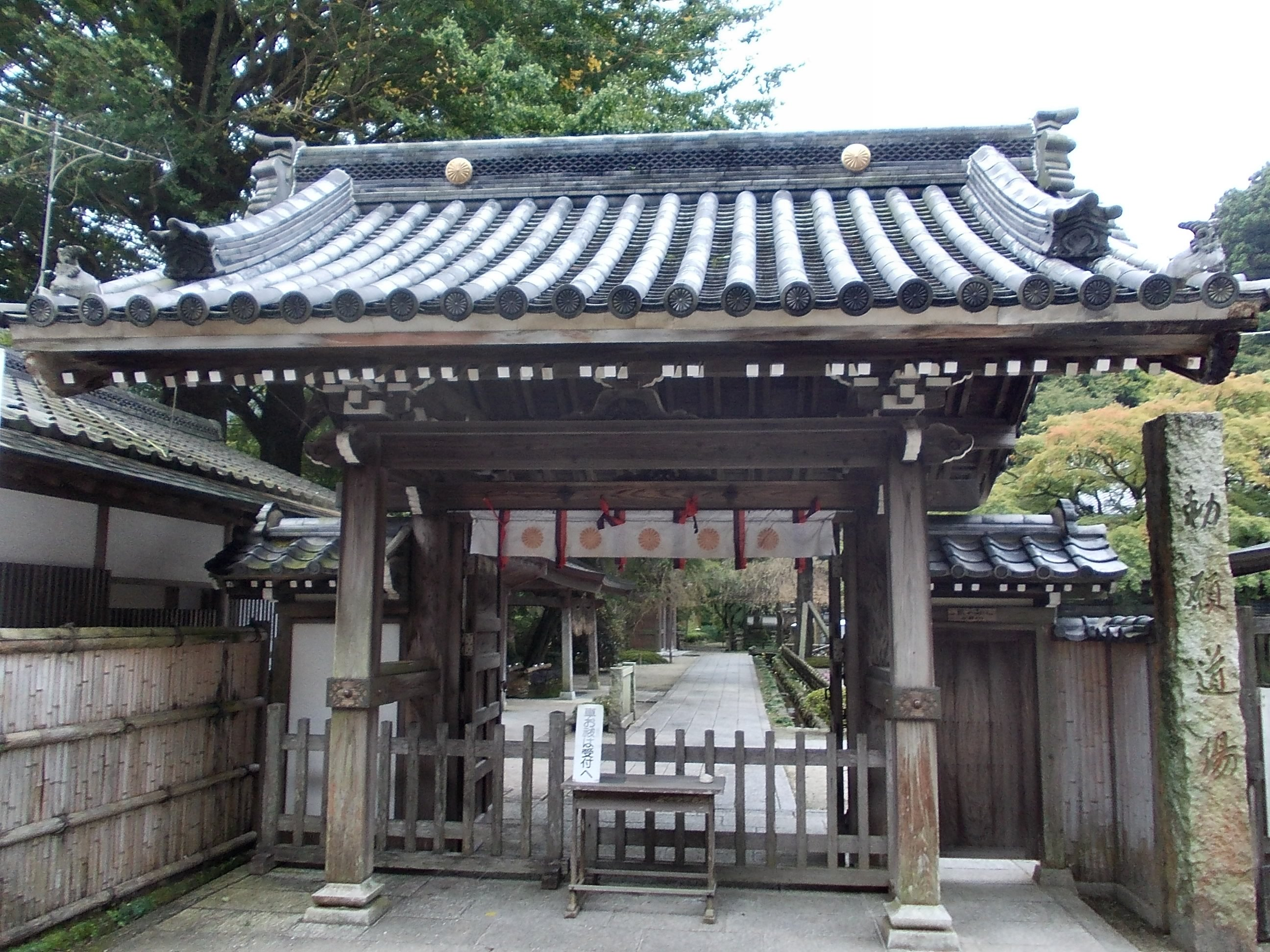
山門
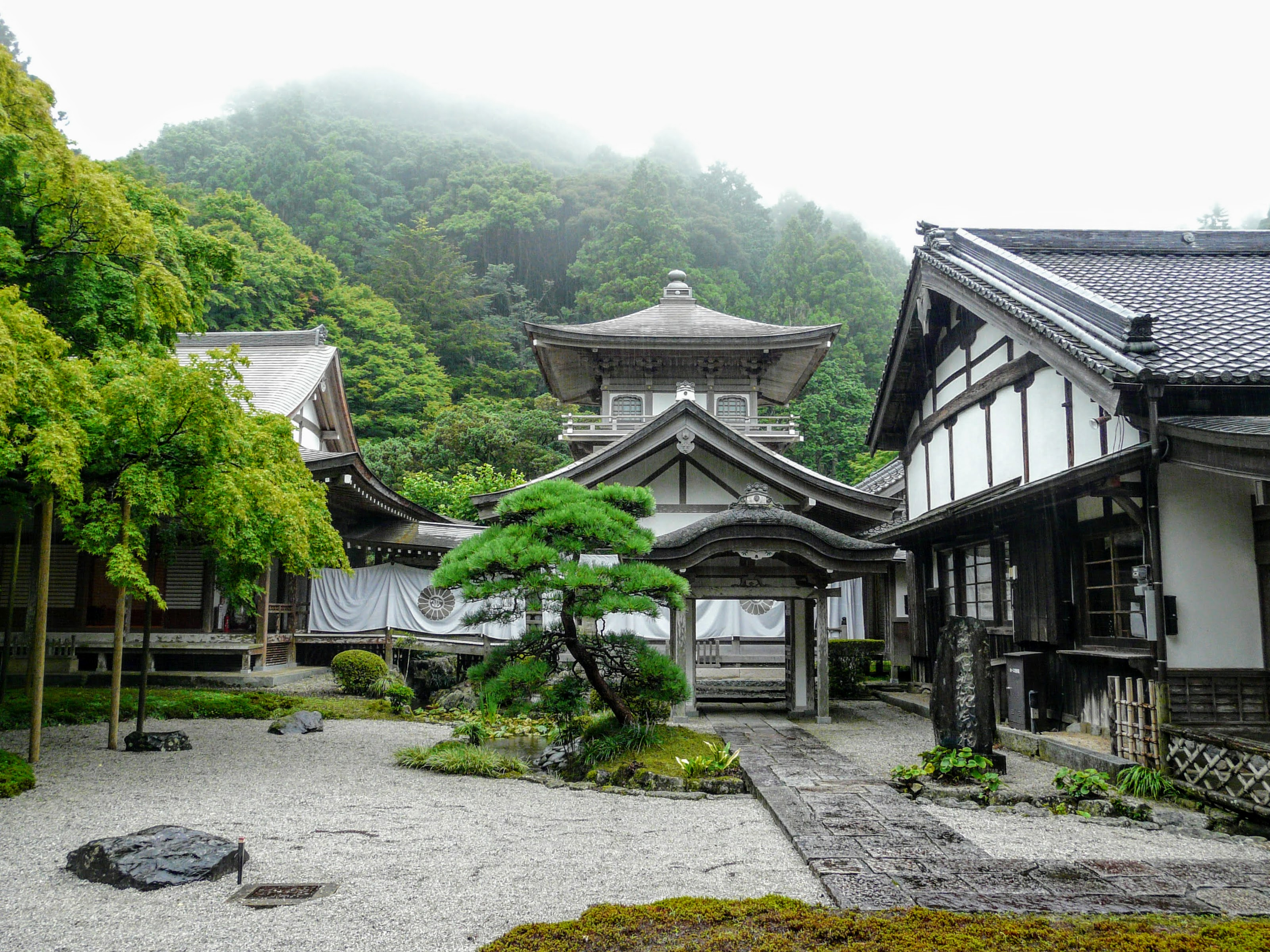
庫裡（右）、客殿（中）、書院（左）
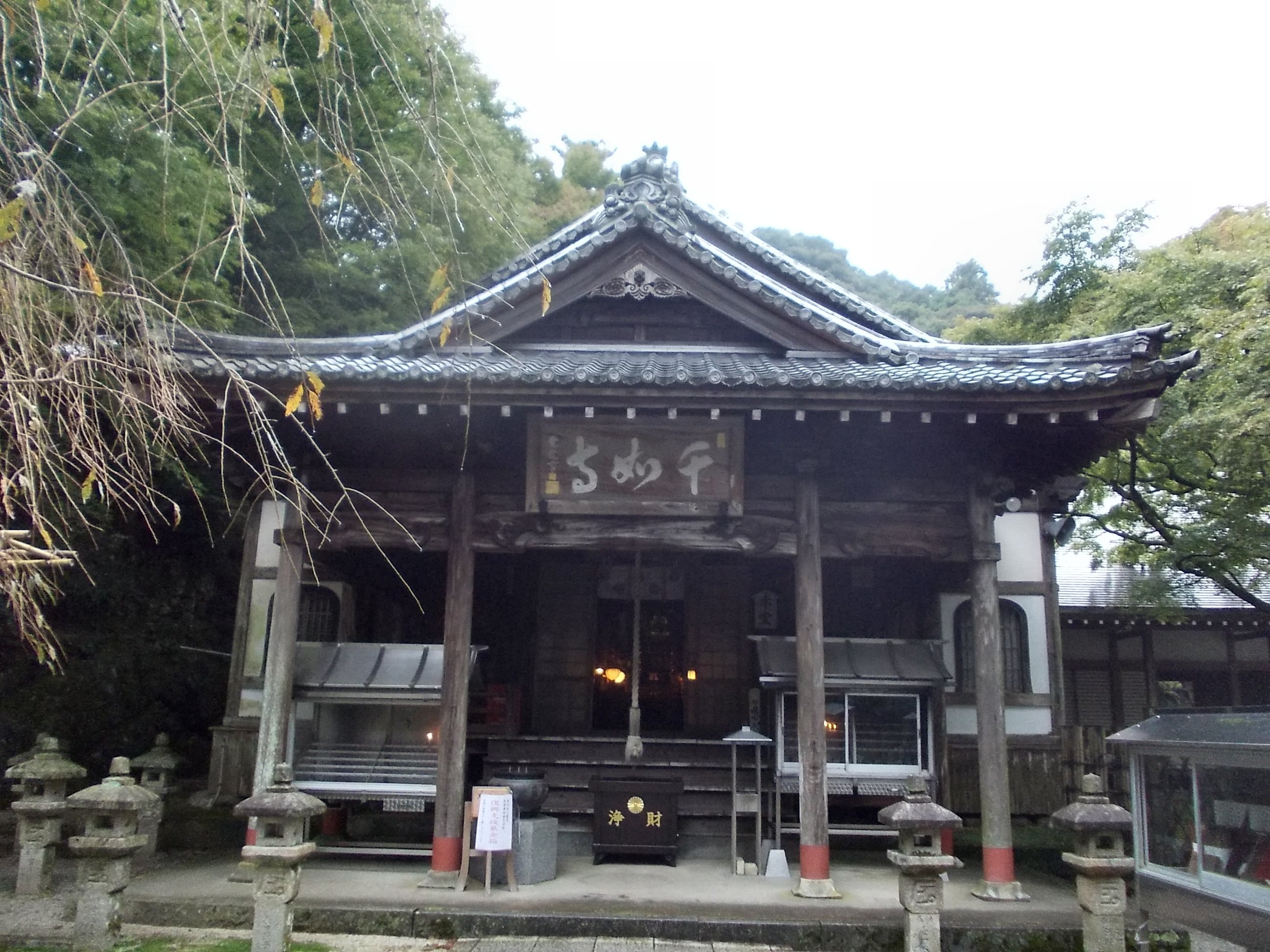
本堂
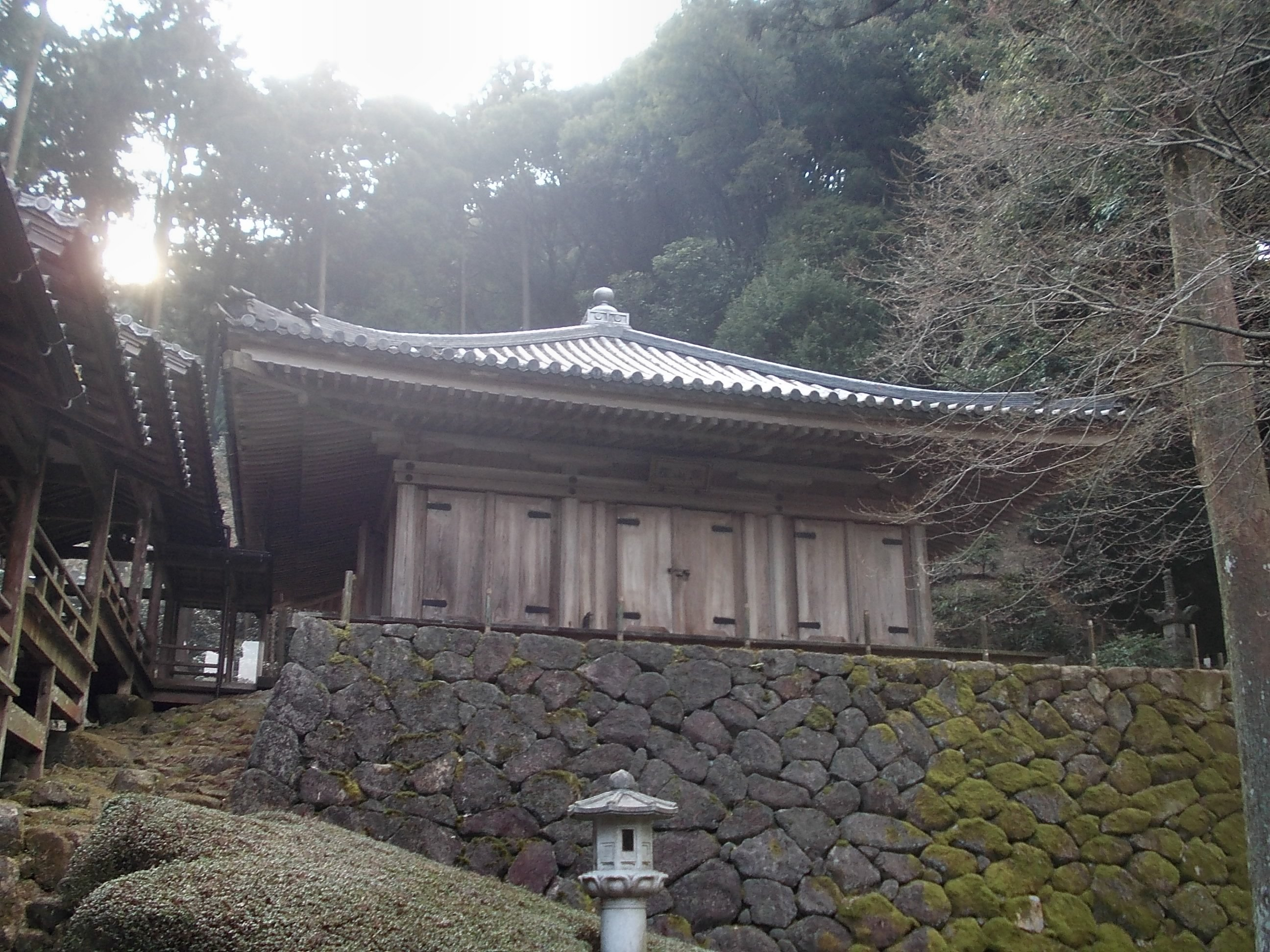
開山堂
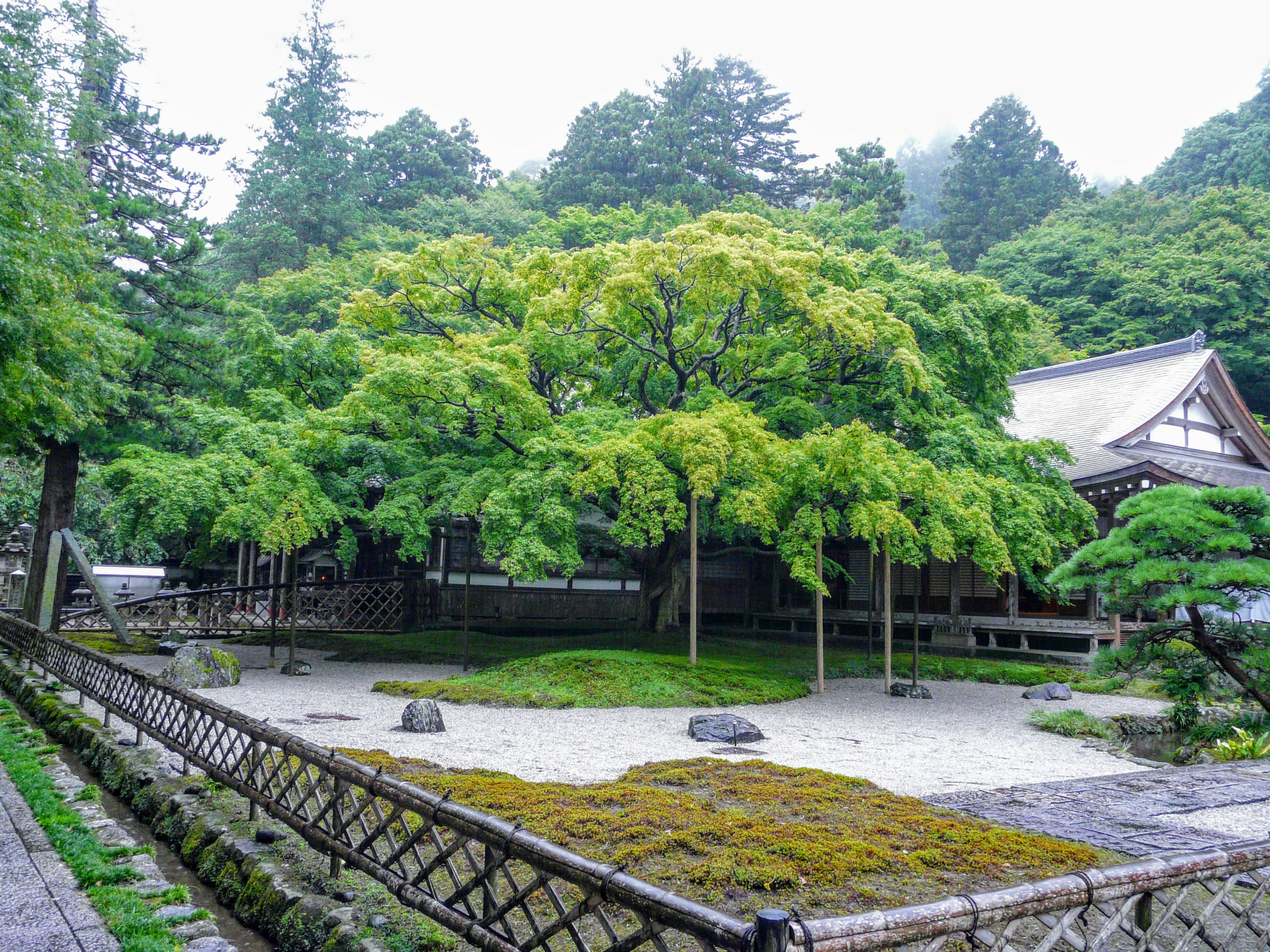
前庭にある大楓
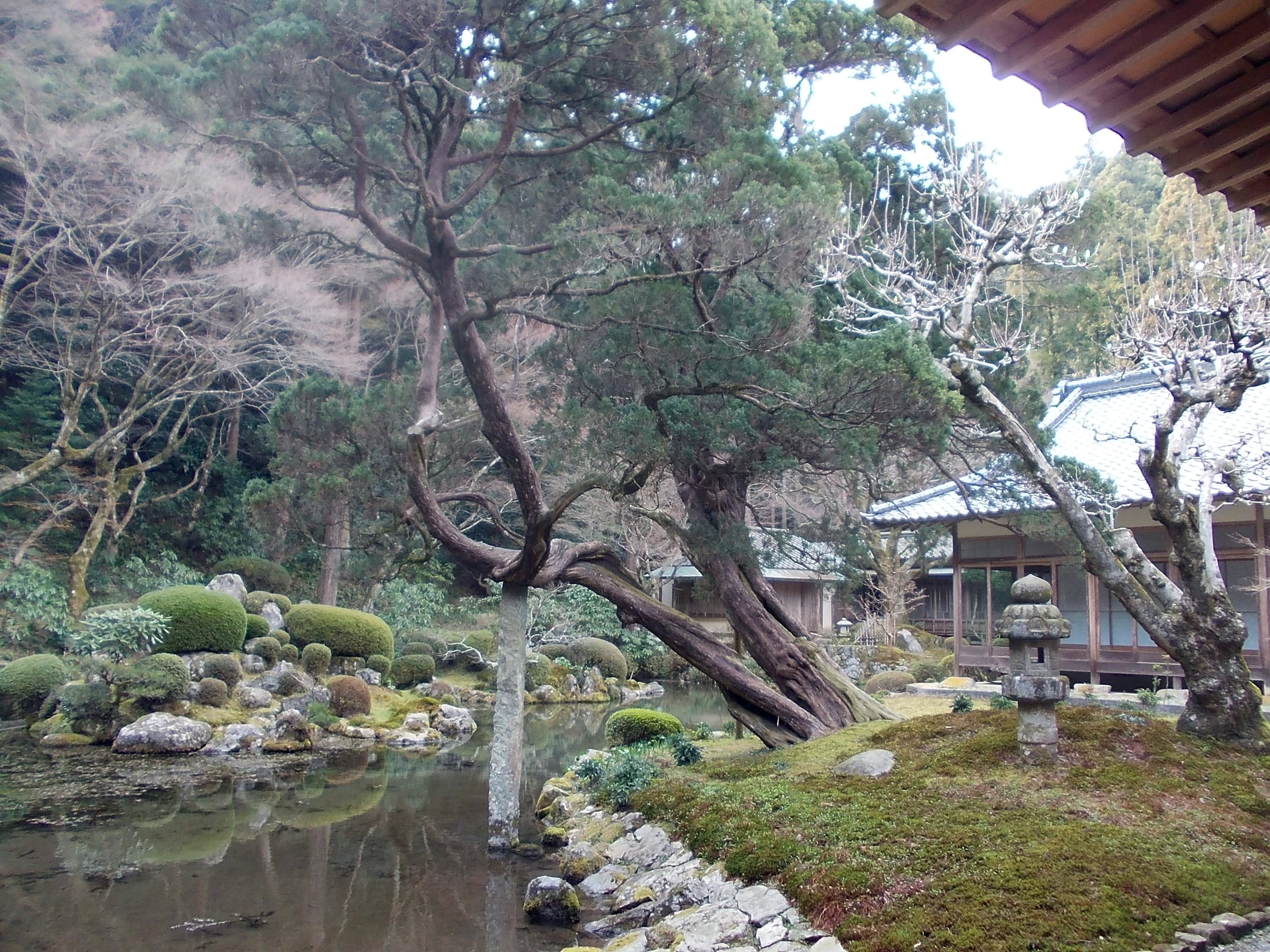
福岡県天然記念物 ビャクシン
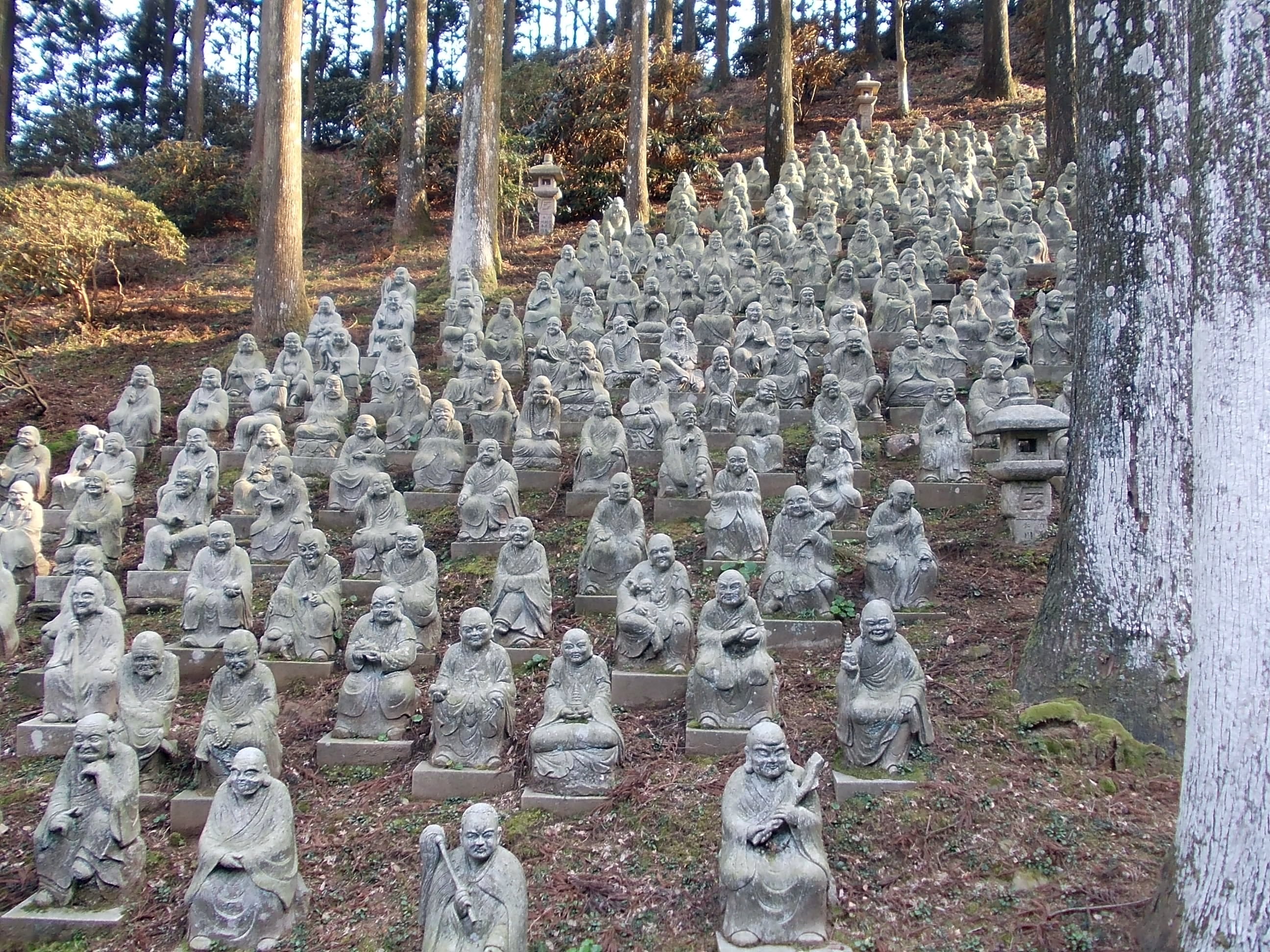
五百羅漢像

## 文化財

### 国指定

#### 重要文化財
- 木造千手観音立像 - 指定年月日：1904年（明治37年）2月18日[10]。カヤ材の寄木造りで像高約4.63m、鎌倉時代後期作と推定[7]。第1手は像の正中からやや左にずれた位置で合掌、第2手は法界印定結ぶ。脇手は19対あり錫杖などを持つ。光背の小脇手は、845手が貼り付けられ、手のひらには全て眼が描かれている。千手観音像は千手を略し、48手とする場合が多いが、、本像は実際に千手を持つ像として造られている[7]。
- 木造清賀上人坐像 - 指定年月日：1914年（大正3年）4月17日[11]。ヒノキの材の寄木造りで、像高約70ｃｍ、鎌倉時代後期と推定[8]。数珠を右手に、経巻を左手に持ち、読経をするように口を開き、歯を見えている。数珠と経巻は1956年（昭和31年）に施工された解体修理時の補作で、古絵図によると、近世期には右手に仏鉢、左手に錫杖を持っていたことが確認されている[8]。

### 福岡県指定

#### 有形文化財
- 大悲王院文書 員数：493書 - 指定年月日：1980年（昭和55年）3月1日[12]。鎌倉から江戸時代の雷山千如寺に関する資料[12]。伊都国歴史博物館に所在[13]。
- 木造二天王立像（持国天像・多聞天像） - 指定年月日：2002年（平成14年）4月5日[12]。体内から発見された造立銘に、正応4年（1291年）とある。宝暦7年（1757年）年に修理が行われている。寄木造で、持国天像の像高172ｃｍ、多聞天像の像高173ｃｍである[12]。

#### 天然記念物
- 大悲王院の楓 員数：3本 - 指定年月日：1961年（昭和36年）1月14日[14]。福岡藩主黒田継高により開山記念として植樹したと伝わり、前庭に１本（１号木）、室町時代作庭と伝わる心字庭園の裏山傾斜地に２本（２号木、３号木）がある。1号木が最大で、樹齢は約400年で、高さ約8ｍ、胸高幹周り2.3ｍ、根周り約13ｍ。主幹が地上1.7ｍで三つに分枝し、扇形になり四方によく枝葉を広げる[6]。秋には紅葉が美しいことで知られる[15]。
- 大悲王院のビャクシン 員数：1本 - 指定年月日：1961年（昭和36年）1月14日[16]。心字庭園の池の畔にあり、幹は地表から2本の主幹に分岐し、ビャクシン特有の樹形を呈し、老樹であるが樹勢は盛んである[9]。樹高9ｍ、根回り2ｍ[16]。ビャクシンは、ビャクダンとも呼ばれ杢目が蜜につまった硬木であり、切口や樹皮は研磨すると美しい光をが出し、上品な芳香の香木として知られる[9]。

## 交通アクセス
- バス：JR筑前前原駅より糸島市コミュニティバス雷山線に乗車し、雷山観音前下車すぐ。
- 自家用車：西九州自動車道前原インターチェンジから8㎞。